# Manoir de Breil de Foin
Le manoir de Breil de Foin est un manoir situé à Genneteil, en France.

## Localisation
Le manoir est situé dans le département français de Maine-et-Loire, sur la commune de Genneteil.

## Historique
L'édifice est inscrit au titre des monuments historiques en 1984.